# Кристина Эйнджел
Кристина Эйнджел (англ. Christina Angel, настоящее имя — Джилл Кристина Мардис англ. Jill Christina Mardis, род. 1 августа 1971, Дейтон, Огайо) — бывшая американская порноактриса, лауреатка премии AVN Awards.

## Биография
Кристина Эйнджел (настоящее имя — Джилл Кристина Мардис) родилась 1 августа 1971 года в штате Огайо в семье мормонов. Её отец работал в ВВС США, поэтому семья часто переезжала. Первоначально Кристина стала работать эротической танцовщицей и моделью для взрослых журналов. Затем, после переезда в Калифорнию, дебютировала в качестве порноактрисы в возрасте 22 лет, в 1993 году.
Снималась для таких студий, как Evil Angel, Elegant Angel, Red Board Video, Forbidden Films, VCA Pictures, Adam & Eve, New Machine, Moonlight, Wicked Pictures, Legend, Metro, Bizarre, Vivid, Anabolic и другие.
В 1995 году за роль в фильме Dog Walker получила две премии AVN Awards в номинациях «лучшая сцена стриптиза» и «лучшая парная сцена», а также была номинирована в категории «лучшая актриса».
В 1997 году впервые снялась в сцене с анальным сексом, а также в сцене двойного проникновения — в фильмах Raw Sex и Raw Sex 4 соответственно.
Ушла из индустрии в 2004 году, снявшись в общей сложности в 123 фильмах. Кристина, которая играла на пианино с пяти лет и окончила Голливудский Музыкальный Институт, начала карьеру в качестве диджея, работая на местной радиостанции KIOZ FM в Сан-Диего, а также для цифрового подкаста Pure Rock KNAC.

## Награды и номинации
| Год  | Церемония  | Результат | Номинация              | Работа     |
| ---- | ---------- | --------- | ---------------------- | ---------- |
| 1995 | AVN Awards | Номинация | Лучшая актриса         | Dog Walker |
| 1995 | AVN Awards | Победа    | Лучшая парная сцена    | Dog Walker |
| 1995 | AVN Awards | Победа    | Лучшая сцена стриптиза | Dog Walker |

## Избранная фильмография
- Angel Baby[9],
- Backstage Pass[10],
- California Blonde[11],
- Depraved Fantasies 6[12],
- Femania 2[13],
- Garden Party[14],
- Intrigue[15],
- Live Sex[16],
- Night Train[17],
- Posession[18],
- Raunch 10[19],
- Sex Kitten[20],
- Tuggin' Time[21],
- Wall to Wall[22]
- 1993: Dog Walker
- 1994: Back To Anal Alley
- 1995: Angel Eyes
- 1995: The Violation of Kia
- 1996: Finger Pleasures 4
- 1997: Bodies In Motion
- 1997: Liquid Lust Two
- 1998: Bad Girls Spanked
- 1998: Girls Home Alone 3
- 1999: Doc’s Best Pops 1
- 2000: Signature Series 1: Asia Carrera
- 2001: Voyeur’s Favorite Blowjobs and Anals 5
- 2002: Ass Angels 3
- 2002: Deep Inside Alex Jordan
- 2003: Monster Facials 2
- 2004: Bad Ass Blondes 3
- 2005: Double Feature 2